# Grotteria
Grotteria község (comune) Calabria régiójában, Reggio Calabria megyében.

## Fekvése
A megye északkeleti részén fekszik. Határai: Fabrizia, Galatro, Gioiosa Ionica, Mammola, Marina di Gioiosa Ionica, Martone, San Giovanni di Gerace, Siderno

## Története
A település nevének első említése a 14. századból származik, de története, a régészeti leletek alapján, valószínűleg a 8. századra nyúlik vissza. Korabeli épületeinek nagy része az 1783-as calabriai földrengésben elpusztult. A 19. században nyerte el önállóságát, amikor a Nápolyi Királyságban felszámolták a feudalizmust.

## Népessége
A népesség számának alakulása:

## Főbb látnivalói
- Santo Stefano-templom
- Sant’Antonio-templom
- San Nicola Protonotariis-templom
- San Giorgio Martire-templom
- Madonna dei Farri-templom
- Madonna del Crocefisso-templom
- Santa Maria Assunta-templom